# Xenostega atricostaria
Xenostega atricostaria är en fjärilsart som beskrevs av Paul Mabille 1897. Xenostega atricostaria ingår i släktet Xenostega och familjen mätare. Inga underarter finns listade i Catalogue of Life.